# Gens Sextilia
La gens Sextilia (talvolta italianizzato in: gens Sestilia) era una famiglia plebea dell'antica Roma. Il primo componente della gens a raggiungere una posizione rilevante fu Gaio Sestilio, tribuno consolare nel 379 a.C. Nessuno della famiglia ottenne il consolato, tuttavia furono presenti attivamente nella storia romana dai primi anni della repubblica fino all'impero.

## Origine dellagens
Il nomen Sestilio è inizialmente un patronimico, derivata dal praenomen Sextus. Il nomen della gens Sestia deriva dallo stesso nome, come anche dal praenomen Quintus derivano le gens Quintia e Quintilia.

## Praenomina usati dalla gens
I praenomina usati dai Sestilii comprendono Gaius, Lucius, Marcus, Publius, e Quintus, che furono peraltro molto comuni in tutta la storia romana. Anche se il nomen Sestilio deriva da Sextus, nessuno dei membri conosciuti dalla storia porta questo praenomen.

## Rami ecognominadellagens
I Sestilii non erano divisi in famiglie con dei cognomen distintivi. La maggior parte dei Sestilii durante la Repubblica non aveva un cognomen, ma alcuni se ne ritrovano verso la fine della repubblica e durante l'Impero.

## Membri dellagens
- Gaio Sestilio, tribuno consolare nel 379 a.C., cioè nell'anno in cui furono eletti alla massima carica dello stato un numero uguale di patrizi e plebei.[2]
- Sestilia, una vestale, che fu condannata per incesto, e seppellita viva nel 273 a.C.[4]
- Lucio Sestilio, uno dei tresviri nocturni, che fu accusato dai tribuni della plebe, e condannato, poiché era arrivato in ritardo a spegnere un incendio nella Via Sacra.[5]
- Marco Sestilio, di Fregellae, assicurò i consoli del 209 a.C., durante la Seconda guerra punica, che diciotto delle colonie romane erano pronte a dare soldati allo stato, quando dodici invece avevano rifiutato.[6]
- Publio Sestilio, pretore nell'89 a.C. e propretore dell'Africa nell'88 a.C., vietò a Gaio Mario di rifugiarsi in quella provincia.[7][8][9]
- Sestilio, un etrusco, consegnò Gaio Giulio Cesare Strabone agli assassini di Mario e Cinna, nell'87 a.C., anche se in precedenza era stato difeso da Cesare Strabone, quando era stato accusato di un grave reato.[10][11]
- Sestilio, legato di Lucio Licinio Lucullo durante la terza guerra mitridatica, fu inviato ad attaccare Tigranocerta.[12]
- Sestilio, un pretore, rapito dai pirati, poco prima che Pompeo ricevesse il comando della guerra contro di loro.[13][14]
- Aulo Sestilio, un negoziatore o usuraio ad Acmonia, una città della Frigia, descritto da Cicerone come un homo improbus.[15]
- Gaio Sestilio, un nipote di Marco Aufidio Lurcone, descritto da Cicerone come persona et pudens et constans et gravis. Potrebbe essere lo stesso pretore Sestilio citato da Marco Terenzio Varrone.[16][17]
- Publio Sestilio, questore nel 61 a.C.[18]
- Quinto Sestilio, amico di Tito Annio Milone.[19]
- Sestilio Androne, di Pergamo, citato da Cicerone.[20]
- Publio Sestilio Rufo, subentrato nel patrimonio di Quinto Fadio Gallo in modo disonorevole.[21]
- Gaio Sestilio Rufo, questore a Cipro nel 47 a.C. Nella guerra che seguì l'assassinio di Giulio Cesare, ebbe il comando della flotta di Gaio Cassio Longino.[22]
- Sestilio Hena, un poeta di Cordova, nella Hispania, scrisse un poema sulla morte di Cicerone, il cui primo verso è riportato da Lucio Anneo Seneca il Vecchio.[23]
- Sestilia, una virtuosa matrona romana, e madre dell'imperatore Vitellio; visse fino a vedere suo figlio essere eletto imperatore, ma morì poco prima della sua caduta.[24][25]
- Sestilio Felix, posto alle frontiere della Raetia da Marco Antonio Primo nel 70 d.C., per controllare i movimenti di Porcio Settimio, procuratore della provincia sotto Vitellio. Rimase lì fino all'anno seguente, quando contribuì a sedare un'insurrezione ad Augusta Treverorum.[26]